# Mångfärgad tigerpapegoja
Mångfärgad tigerpapegoja (Psittacella picta) är en fågel i familjen östpapegojor inom ordningen papegojfåglar.

## Utseende och läte
Mångfärgad tigerpapegoja är en rätt liten papegojfågel. Den är övervägande grön med senapsbrun hjässa, tvärbandad rygg och övergump samt rött vid näbbroten. Hanen har ett gult halsband och honan även tvärbandat bröst. Fåglar i väst har blåaktig strupe och hanar i öst har brun kind och blått bröst, medan östliga honor har blå kind. Arten liknar större tigerpapegoja men är mindre, med röd övergump i öster och grön kind i väster. Lätet är ett nasalt "coo-wee!" som kan vara både stigande och fallande.

## Utbredning och systematik
Mångfärgad tigerpapegoja delas in i tre underarter:
- P. p. lorentzi – förekommer på västra Nya Guinea (Sudirmanbergen)
- P. p. excelsa – förekommer på i Central Highlands i Papua Nya Guinea
- P. p. picta – förekommer på sydöstra Nya Guinea (Whartonbergen och Owen Stanley-bergen)

Sedan 2014 urskiljer internationella naturvårdsunionen IUCN underarten lorentzi som egen art, "sudirmantigerpapegoja".

## Status
IUCN hotkategoriserar underarterna (eller arterna) var för sig, båda som livskraftiga.